# 赫尔玛·鲍马
赫尔玛·鲍马（德語：Herma Bauma，1915年1月23日—2003年2月9日），奥地利女子田径运动员。她曾代表奥地利参加1936年、1948年和1952年夏季奥林匹克运动会田径比赛，其中1948年奥运会获得一枚金牌。